# Донья-Ана (округ, Нью-Мексико)
Шаблон:StateAbbr_ 32°18′44″ пн. ш. 106°46′42″ зх. д. / 32.312222° пн. ш. 106.778333° зх. д.
Округ Донья-Ана (англ. Doña Ana County) — округ (графство) у штаті Нью-Мексико, США. Ідентифікатор округу 35013.

## Історія
Округ утворений 1852 року.

## Демографія
За даними перепису 
2000 року 
загальне населення округу становило 174682 осіб, зокрема міського населення було 139037, а сільського — 35645.
Серед мешканців округу чоловіків було 85782, а жінок — 88900. В окрузі було 59556 домогосподарств, 42912 родин, які мешкали в 65210 будинках.
Середній розмір родини становив 3,36.
Віковий розподіл населення поданий у таблиці:
| Стать    | До 15 років | 15-21 | 22-29 | 30-39 | 40-49 | 50-65 | 65-85 | Понад 85 |
| -------- | ----------- | ----- | ----- | ----- | ----- | ----- | ----- | -------- |
| Чоловіки | 21836       | 11760 | 10323 | 11251 | 11174 | 10952 | 7841  | 645      |
| Жінки    | 21185       | 11649 | 10170 | 12139 | 11897 | 11834 | 8882  | 1144     |

## Виноски
1. ↑  U.S. Decennial Census. United States Census Bureau. Архів оригіналу за 12 травня 2015. Процитовано 1 січня 2015.
2. ↑  Historical Census Browser. University of Virginia Library. Архів оригіналу за 1 вересня 2019. Процитовано 1 січня 2015.
3. ↑  Population of Counties by Decennial Census: 1900 to 1990. United States Census Bureau. Архів оригіналу за 16 квітня 2015. Процитовано 1 січня 2015.
4. ↑  Census 2000 PHC-T-4. Ranking Tables for Counties: 1990 and 2000 (PDF). United States Census Bureau. Архів оригіналу (PDF) за 6 вересня 2019. Процитовано 1 січня 2015.
5. ↑  State & County QuickFacts. United States Census Bureau. Архів оригіналу за 9 липня 2011. Процитовано 29 вересня 2013.(англ.) Наведено за англійською вікіпедією.
6. ↑  American FactFinder. Бюро перепису населення США. Архів оригіналу за 21 травня 2008. Процитовано 31 січня 2008.

| США | Це незавершена стаття з географії США. Ви можете допомогти проєкту, виправивши або дописавши її. |